# Alatochelon myrteum
Alatochelon myrteum (лат.) — вид вымерших сухопутных черепах. Единственный вид в роде Alatochelon.

## Этимология названия
Родовое название Alatochelon происходит от древнегреческого alato-, что означает соль; и —chelon, что означает черепаха. Слово «соль» относится к мессинскому кризису солености, во время которого предполагается, что африканская шпороносная черепаха могла проникнуть в Европу и дифференцироваться в Alatochelon myrteum посредством аллопатрического видообразования. Myrteum происходит от латинского слова myrtle, которое, как полагают, является древним названием Мурики, региона Испании, в котором была найдена первая окаменелость Alatochelon myrteum.

## Описание
Alatochelon myrteum крупный вид черепах, живший в эпоху нижнего плиоцена. По состоянию на 2023 год единственная найденная окаменелость происходила из региона Мурсия, Испания; таким образом, его точный диапазон неизвестен. Alatochelon myrteum имела высокий панцирь и максимальную длину панциря не менее одного метра. Другие определяющие характеристики включают затылочный щиток длиннее ширины и хорошо развитую затылочную выемку. 

## Поведение
Alatochelon myrteum, очевидно, была травоядной.